# Vantone Industrial
Vantone Industrial Co., Ltd. ist ein 1993 gegründeter chinesischer Konzern mit Sitz in Peking. Unter anderem wickelt das Unternehmen Dienstleistungen im Industrie- und Bankensektor ab.
Im Jahr 2009 schloss das Unternehmen einen Pachtvertrag über Nutzflächen im One World Trade Center in New York City ab. Die Stockwerke 64 bis 69 werden über einen Zeitraum von etwa 21 Jahren verpachtet, um ein „China Center“ für chinesische Unternehmen einzurichten.